# Chemical Chords
Margerine Eclipse é o nono álbum de estúdio do grupo Stereolab, foi lançado em 2008. Após este álbum o grupo entrou em hiato.
| Críticas profissionais                                                      | Críticas profissionais |
| Avaliações da crítica                                                       | Avaliações da crítica  |
| Fonte                                                                       | Avaliação              |
| --------------------------------------------------------------------------- | ---------------------- |
| allmusic                                                                    | [ 2 ]                  |
| Esta tabela precisa de ser acompanhada por texto em prosa. Consulte o guia. |                        |

## Faixas
1. "Neon Beanbag" – 3:49
2. "Three Women" – 3:46
3. "One Finger Symphony" – 2:05
4. "Chemical Chords" – 5:12
5. "The Ecstatic Static" – 4:44
6. "Valley Hi!" – 2:14
7. "Silver Sands" – 3:08
8. "Pop Molecule (Molecular Pop 1)" – 2:15
9. "Self Portrait with "Electric Brain" – 3:16
10. "Nous Vous Demandons Pardon" – 4:52
11. "Cellulose Sunshine" – 2:36
12. "Fractal Dream of a Thing" – 3:37
13. "Daisy Click Clack" – 3:28
14. "Vortical Phonotheque" – 3:07

Faixas bônus da edição lançada no Japão
1. "The Nth Degree" – 4:13
2. "Magne-Music" – 3:53
3. "Spool of Collusion"